# 布赫-盖塞多夫
布赫-盖塞多夫是奥地利施蒂利亚州哈特贝格县的一个市镇。总面积14.59平方公里，总人口1027人，人口密度70.4人/平方公里（2005年）。